# Link-local adresa
Linkově lokální adresa (anglicky link-local address) je adresa používaná síťovou vrstvou, pomocí které se dá komunikovat pouze v rámci toho segmentu sítě, ke kterému je připojeno dané síťové rozhraní určitého počítače.
Link-local adresy jsou obvykle jednoznačné pouze v jednom segmentu sítě. Routery proto pakety s link-local adresou nepřenášejí na jiné segmenty.
Link-local adresy pro IPv4 jsou definovány v adresním bloku 169.254.0.0/16 v CIDR notaci. V IPv6 se používají adresy s prefixem fe80::/10.

## Přidělení adres
Jako jiné typy adres, link-local adresa může být přidělena ručně nebo automaticky. Některé protokoly podporují pouze automatickou konfiguraci.
V IP sítích je možno link-local adresu obdržet nejčastěji použitím bezstavové konfigurace. V IPv4 jsou link-local adresy obvykle použity pouze k přidělení IP adres zařízením pokud neexistuje žádný vnější mechanismus adresové konfigurace, jako např. DHCP nebo když jiná primární konfigurační metoda selže. V IPv6 jsou link-local adresy povinné a vyžadované pro vnitřní funkcionalitu řady protokolů.

## IPv4
Podle RFC 3927 je pro link-local adresování v IPv4 rezervován adresní blok 169.254.1.0 až 169.254.254.255. Pokud nejsou jiné možnosti, jsou link-local adresy zařízením přiřazovány pomocí bezstavové konfigurace.
RFC 3927 varuje před současným užíváním adres různého adresního prostoru, jako například konfigurování link-local adres a globálně směrovatelných adres na jednom rozhraní. Proto připojené zařízení primárně hledají DHCP server, až poté přidělují link-local adresu.
Při procesu automatické konfigurace vybírá síťové zařízení náhodnou adresu z rezervovaného adresního prostoru a pomocí Address Resolution Protocol (ARP) kontrolují, zda danou adresu nepoužívá jiná stanice. Pokud přijde ARP odpověď, znamená to, že zvolená adresa je již obsazena. V takovém případě musí zařízení vytvořit jinou náhodnou adresu a ověřit, zda není obsazena. Celý proces se opakuje tak dlouho, dokud nepřijde žádná ARP odpověď.
Pokud bude po přidělení link-local adresy síťovému rozhraní přidělena globálně směrovatelná adresa nebo privátní adresa, měla by být pro další komunikaci preferována před link-local adresou, avšak komunikace přes link-local adresu je stále možná.

## IPv6
V IPv6 byl pro link-local unicast adresování rezervován adresní blok fe80::/10. Skutečná link-local adresa je přidělena s prefixem fe80::/64. Mohou být konfigurovány automaticky (stateless) nebo např. manuálně (stateful).
Na rozdíl od IPv4, IPv6 vyžaduje, aby byla link-local adresa přidělena každému síťovému rozhraní, na kterém je IPv6 protokol povolen, i když je zároveň přidělena jedna nebo více směrovatelných adres. To má za následek, že IPv6 zařízení většinou mívají pro každé rozhraní s povoleným IPv6 více než jednu IPv6 adresu. IPv6 adresa je potřeba například pro Neighbor Discovery Protocol a další protokoly založené na IPv6 jako DHCPv6.
V IPv6 je bezstavová konfigurace součástí Neighbor Discovery Protocol (NDP). Adresa je bezstavovou konfigurací vytvořena z prefixu adres dané sítě a MAC adresy zařízení.